# تأثير الجمهور
تأثير الجمهور هو تأثير الجمهور السلبي على الشخص الذي يقوم بتنفيذ مهمة ما. وقد تم تسجيله بشكل رسمي للمرة الأولى في دراسات علم النفس المتنوعة في بدايات القرن العشرين. وفي بعض الدراسات، سهل تواجد الجمهور السلبي تحسين الأداء في مهمة بسيطة، في حين أن الدراسات الأخرى تظهر أن تواجد الجمهور السلبي يعيق أداء المهام الأكثر صعوبة أو المهام التي لا يتم التدرب عليها بشكل جيد، ربما بسبب الضغوط النفسية أو التوتر. ويحدث تأثير الجمهور هذا في البشر وفي الحيوانات كذلك. في عام 1965، قدم روبرت زاجونك نظرية الدوافع كتفسير لتأثير الجمهور.
وفي دراسة تم تنفيذها من خلال معهد ماساتشوستس للتقنيات، تتزايد معدلات التبرع مع تواجد المراقبين، وقد كشف تصوير الأعصاب أن التنشيط في المخطط البطني قبل نفس الخيار («التبرع» أو «عدم التبرع») تأثر بشدة بتواجد المراقبين.